# Tsugaru
Pour les articles homonymes, voir Tsugaru (homonymie).
Tsugaru (つがる市, Tsugaru-shi) est une ville située dans la préfecture d'Aomori, au Japon.

## Géographie

### Situation
Tsugaru est située sur la côte ouest de la péninsule de Tsugaru, face à la mer du Japon.

### Démographie
En 2003, la ville de Tsugaru avait une population de 36 810 habitants répartis sur une superficie de 253,85 km2 (densité de population de 158 hab./km2). En juin 2023, la population était de 29 783 habitants.

### Climat
La ville a un climat continental froid et humide caractérisé par des étés courts et chauds et des hivers longs et froids avec de fortes chutes de neige. La température moyenne annuelle est de 10,6 °C. La pluviométrie annuelle moyenne est de 1 298 mm, septembre étant le mois le plus humide.

### Hydrographie
La ville est bordée par le fleuve Iwaki à l'est. Le lac Jūsan se trouve à la limite nord du territoire de la municipalité.

## Histoire
La ville de Tsugaru a été fondée le 11 février 2005 par la fusion du bourg de Kizukuri et des villages d'Inagaki, Kashiwa, Morita et Shariki.

## Économie
Les productions agricoles de Tsugaru sont le riz, la pomme, le melon et la pastèque.

## Culture locale et patrimoine
La ville de Tsugaru abrite les plus vieux pommiers du Japon, plantés en 1878.

## Transports
Tsugaru est desservie par la ligne Gonō de la JR East. La gare de Kizukuri est la gare la plus importante de la ville. Elle a la particularité d'avoir une représentation géante d'un dogū en facade.